# Zosterops splendidus
Zosterops splendidus — вид воробьиных птиц из семейства белоглазковых.

## Распространение
Эндемики Соломоновых Островов. Обитают в субтропических или тропических влажных равнинных лесах.

## Описание
Длина тела 11.5-12 см. Белое кольцо вокруг глаза прерывается черноватым пятном под глазом спереди, которое доходит до клюва. Голова птицы темно-оливково-зеленая. Лоб, макушка и область под глазным кольцом имеют черноватый оттенок. Затылок и макушка желтовато-оливковые. Крылья черно-коричневые с желтовато-оливковыми краями. Нижняя сторона тела золотисто-желтая, при этом цвет грудки сливается с оливковым оттенком на верхней стороне. Радужка красновато-коричневая, клюв чёрный, лапы желтоватые. Самец и самка выглядят одинаково. Молодые особи еще не описаны.

## Охранный статус
МСОП присвоил виду охранный статус VU. Угрозу для него представляет возможность утраты среды обитания.